# Граф Турана
Граф Турана T(n,r) — это граф, образованный разложением n вершин на r подмножеств, с как можно близким размером, и вершины в этом графе соединены ребром, если они принадлежат разным подмножествам. Граф будет иметь {\displaystyle (n\,{\bmod {\,}}r)} подмножеств размером {\displaystyle \lceil n/r\rceil } и {\displaystyle r-(n\,{\bmod {\,}}r)} подмножеств размером {\displaystyle \lfloor n/r\rfloor }. Таким образом, это полный r-дольный граф
{\displaystyle K_{\lceil n/r\rceil ,\lceil n/r\rceil ,\ldots ,\lfloor n/r\rfloor ,\lfloor n/r\rfloor }.}
Каждая вершина имеет степень либо {\displaystyle n-\lceil n/r\rceil }, либо {\displaystyle n-\lfloor n/r\rfloor }. Число рёбер равно
{\displaystyle {\frac {1}{2}}(n^{2}-(n\,{\bmod {\,}}r)\lceil n/r\rceil ^{2}-(r-(n\,{\bmod {\,}}r))\lfloor n/r\rfloor ^{2})\leq \left(1-{\frac {1}{r}}\right){\frac {n^{2}}{2}}.}
Граф является регулярным, если n делится на r.

## Теорема Турана
Графы Турана названы в честь Пала Турана, использовавшего их для доказательства теоремы Турана, важного результата в экстремальной теории графов.
По принципу Дирихле, любое множество из r + 1 вершин в графе Турана включает две вершины из одной и той же доли графа. Таким образом, граф Турана не содержит клику размера r + 1. Согласно теореме Турана, граф Турана имеет максимально возможное число рёбер среди всех графов без клик размера r + 1, имеющих n вершин. Киваш и Судаков (Keevash, Sudakov, 2003) показали, что граф Турана является единственным графом без клик размера r + 1, имеющим порядок n, в котором любое подмножество из αn вершин имеет по меньшей мере {\displaystyle {\frac {r\,{-}\,1}{2r}}(2\alpha -1)n^{2}} рёбер, если α достаточно близко к 1. Теорема Эрдёша–Стоуна расширяет теорему Турана, ограничивая число рёбер в графе, не имеющем фиксированный граф Турана в качестве подграфа. Вследствие этой теоремы в теории экстремальных графов для любого запрещённого подграфа можно доказать похожие границы, зависящие от хроматического числа подграфа.

## Особые случаи

Октаэдр, вершины и рёбра которого образуют граф Турана T(6,3).

Некоторые величины параметра r графов Турана приводят к замечательным графам, которые изучаются отдельно.
Граф Турана T(2n,n) можно получить удалением совершенного паросочетания из полного графа K2n. Как показал Робертс (Roberts 1969), рамочность этого графа равна в точности n. Этот граф иногда называют графом Робертса. Этот граф является также 1-скелетом n-мерного кографа. Например, граф T(6,3) = K2,2,2 — это граф правильного октаэдра. Если n пар приходят на вечеринку и каждый человек пожимает руку всем, кроме своего партнёра, то данный граф описывает множество рукопожатий. По этой причине его также называют графом коктейль-вечеринки.
Граф Турана T(n,2) — это полный двудольный граф, и, если n чётно, это граф Мура. Если r — это делитель n, граф Турана является симметричным и сильно регулярным, хотя некоторые авторы считают, что графы Турана являются тривиальным случаем сильной регулярности и потому исключают их из определения строго регулярных графов.
Граф Турана {\displaystyle T(n,\lceil n/3\rceil )} имеет 3a2b наибольших клик, где
3a + 2b = n иb ≤ 2. Каждая наибольшая клика образуется выбором одной вершины из каждой доли. Это число наибольших клик является наибольшим возможным среди всех графов с n вершинами, независимо от числа рёбер в графе (Мун и Мозер, 1965). Эти графы иногда называют графами Муна-Мозера.

## Другие свойства
Любой граф Турана является кографом. Таким образом, его можно образовать из отдельных вершин последовательностью операций дизъюнктного объединения и дополнения. В частности, такую последовательность можно начать образованием всех независимых множеств графа Турана как дизъюнктного объединения изолированных вершин. Тогда весь граф является дополнением дизъюнктного объединения дополнений этих независимых множеств.
Чао и Новацки (Chao, Novacky, 1982) показали, что графы Турана хроматически единственны — никакие другие графы не имеют те же самые хроматические многочлены. Никифоров (Nikiforov, 2005) использовал графы Турана для нахождения нижней границы суммы k-х собственных значений графа и его дополнения.
Фолс, Повел и Снойинк (Falls, Powell, Snoeyink) разработали эффективный алгоритм для поиска кластеров ортологических групп генов в геноме путём представления данных как графа и поиска больших подграфов Турана.
Графы Турана имеют также ряд интересных свойств, связанных с геометрической теорией графов. Пор и Вуд (Pór, Wood, 2005) дают нижнюю границу Ω((rn)3/4) любого трёхмерного вложения графа Турана. Витсенхаузен (Witsenhausen, 1974) высказал гипотезу, что максимальная сумма квадратов расстояний между n точками внутри шара в Rd единичного диаметра достигается на конфигурации, образованной вложению графа Турана в вершины правильного симплекса.
Граф G с n вершинами является подграфом графа Турана T(n,r) тогда и только тогда, когда G допускает справедливую раскраску в r цветов. Разложение графа Турана на независимые множества соответствует разложению G на классы цветов. В частности, граф Турана является единственным максимальным графом с n вершинами со справедливой раскраской в r цветов.